# Matija Rom
Matija Rom (Lubiana, 1º novembre 1998) è un calciatore sloveno, difensore del Jeñis.

## Carriera

### Club
Cresciuto nel settore giovanile del Domžale, debutta in prima squadra il 10 dicembre 2016, in occasione dell'incontro di Prva liga vinto per 3-2 contro il Maribor. Realizza la sua prima rete con la squadra e contestualmente in campionato il 23 luglio 2017, nell'incontro vinto per 4-0 ai danni del Celje. Dopo aver giocato per tre stagioni e mezza in patria, nel gennaio 2020 viene acquistato dall'Inter Zaprešić, formazione della massima divisione croata. Rimasto svincolato al termine della stagione, nel dicembre dello stesso anno viene ingaggiato dagli ucraini del Kolos Kovalivka. Nel 2022 fa ritorno in Croazia nelle file del Sebenico.

### Nazionale
Ha rappresentato le nazionali giovanili slovene.

## Statistiche

### Presenze e reti nei club
Statistiche aggiornate al 6 dicembre 2022.
| Stagione               | Squadra                | Campionato             | Campionato | Campionato | Coppe nazionali | Coppe nazionali | Coppe nazionali | Coppe continentali | Coppe continentali | Coppe continentali | Altre coppe | Altre coppe | Altre coppe | Totale | Totale |
| Stagione               | Squadra                | Comp                   | Pres       | Reti       | Comp            | Pres            | Reti            | Comp               | Pres               | Reti               | Comp        | Pres        | Reti        | Pres   | Reti   |
| ---------------------- | ---------------------- | ---------------------- | ---------- | ---------- | --------------- | --------------- | --------------- | ------------------ | ------------------ | ------------------ | ----------- | ----------- | ----------- | ------ | ------ |
| 2016-2017              | Domžale                | 1.SNL                  | 3          | 0          | CS              | 0               | 0               | UEL                | 0                  | 0                  |             | -           | -           | 3      | 0      |
| 2017-2018              | Domžale                | 1.SNL                  | 14         | 1          | CS              | 0               | 0               | UEL                | 0                  | 0                  |             | -           | -           | 14     | 1      |
| 2018-2019              | Domžale                | 1.SNL                  | 25         | 0          | CS              | 2               | 0               | UEL                | 0                  | 0                  |             | -           | -           | 27     | 0      |
| 2019-gen. 2020         | Domžale                | 1.SNL                  | 6          | 0          | CS              | 2               | 0               | UEL                | 0                  | 0                  |             | -           | -           | 8      | 0      |
| Totale Domžale         | Totale Domžale         | Totale Domžale         | 48         | 1          |                 | 4               | 0               |                    | 0                  | 0                  |             | -           | -           | 52     | 1      |
| gen.-giu. 2020         | Inter Zaprešić         | 1.HNL                  | 11         | 0          | CC              | -               | -               |                    | -                  | -                  |             | -           | -           | 11     | 0      |
| dic. 2020-2021         | Kolos Kovalivka        | PL                     | 1          | 0          | CU              | 1               | 0               | UEL                | -                  | -                  |             | -           | -           | 2      | 0      |
| 2021-2022              | Kolos Kovalivka        | PL                     | 11         | 0          | CU              | 1               | 0               | UECL               | 0                  | 0                  |             | -           | -           | 12     | 0      |
| Totale Kolos Kovalivka | Totale Kolos Kovalivka | Totale Kolos Kovalivka | 12         | 0          |                 | 2               | 0               |                    | 0                  | 0                  |             | -           | -           | 14     | 0      |
| 2022-2023              | Sebenico               | 1.HNL                  | 4          | 0          | CC              | 2               | 0               |                    | -                  | -                  |             | -           | -           | 6      | 0      |
| Totale carriera        | Totale carriera        | Totale carriera        | 75         | 1          |                 | 8               | 0               |                    | 0                  | 0                  |             | -           | -           | 83     | 1      |